# Wytschaete Military Cemetery
Wytschaete Military Cemetery is een Britse militaire begraafplaats met gesneuvelden uit de Eerste Wereldoorlog, gelegen in het Belgische dorp Wijtschate. De begraafplaats ligt aan de westelijke rand van het dorpscentrum. Ze werd ontworpen door Edwin Lutyens en wordt onderhouden door de Commonwealth War Graves Commission. Het terrein heeft een rechthoekig grondplan met een oppervlakte van 3.267 m². Aan de straatzijde wordt de begraafplaats afgebakend door een natuurstenen muur waarin de open toegang wordt gemarkeerd door zes paaltjes, verbonden door kettingen. Centraal staat het Cross of Sacrifice en achteraan rechts de Stone of Remembrance. Het gedenkteken voor de 16th Irish Division sluit bij deze begraafplaats aan. Er worden 1.003 doden herdacht, waarvan 674 niet geïdentificeerd konden worden.

## Geschiedenis
Wijtschate viel op 1 november 1914 in Duitse handen. De dag erop konden de Fransen en Engelsen nog even het dorp heroveren, maar daarna viel het terug in Duitse handen. Pas tijdens de Mijnenslag van juni 1917 kon het dorp door de Britten worden heroverd. Halverwege april 1918, tijdens het Duitse lenteoffensief, kwam het nog terug in Duitse handen maar op 28 september 1918 werd het door de Britten definitief heroverd. De aanleg van de begraafplaats begon na de oorlog, toen men graven uit de omliggende slagvelden en kleine begraafplaatsen samenbracht. Er werden graven overgebracht uit Cemetery Near Rossignol Estaminet, Gordon Cemetery, R.E. (Beaver) Farm en Rest And Be Thankful Farm in Kemmel en Somer Farm Cemetery No.2 in Wijtschate.
Er liggen nu 1.003 doden begraven, waaronder 934 Britten (waarvan er 623 niet geïdentificeerde), 31 Australiërs (waarvan 20 niet geïdentificeerde), 19 Canadezen (waarvan 14 niet geïdentificeerde), 7 Nieuw-Zeelanders (waarvan 6 niet geïdentificeerde), 11 Zuid-Afrikanen (waarvan 10 niet geïdentificeerde) en 1 één niet geïdentificeerde Duitser. Voor 16 Britten werden Special Memorials opgericht omdat hun niet meer gelokaliseerd konden worden en aangenomen wordt dat ze zich onder de naamloze graven bevinden. Negen Britten die oorspronkelijk op andere begraafplaatsen lagen, maar van wie de graven niet meer teruggevonden werden, worden eveneens met Special Memorials herdacht. Daarop staan hun oorspronkelijke begraafplaatsen vermeld.
In 2009 werd de begraafplaats als monument beschermd.

## Graven

### Onderscheiden militairen
- William Lancelot Young, kapitein bij de Australian Infantry, A.I.F. werd onderscheiden met het Military Cross (MC).
- compagnie sergeant-majoor Cecil Alexander Gates, sergeant C.J. Amphlett en pionier Arthur William Kay werden onderscheiden met de Distinguished Conduct Medal (DCM).
- sergeant kwartiermeester Walter George Philpott, sergeanten William James McParland en Michael Robertson, korporaals John James Gillard en F. Burrow en de soldaten Richard Belcher, S.H. Southern en T. Waistell ontvingen de Military Medal (MM).

### Alias
- korporaal Arthur Bunn diende onder het alias A. Lane bij het Monmouthshire Regiment.